# Лексель, Андрей Иванович
Андрей Иванович Лексель (швед. Anders Johan Lexell; 24 декабря 1740—11 декабря (30 ноября) 1784) — российский астроном, математик и физик шведского происхождения, проведший в России большую часть жизни. Член Петербургской Академии наук.

## Биография

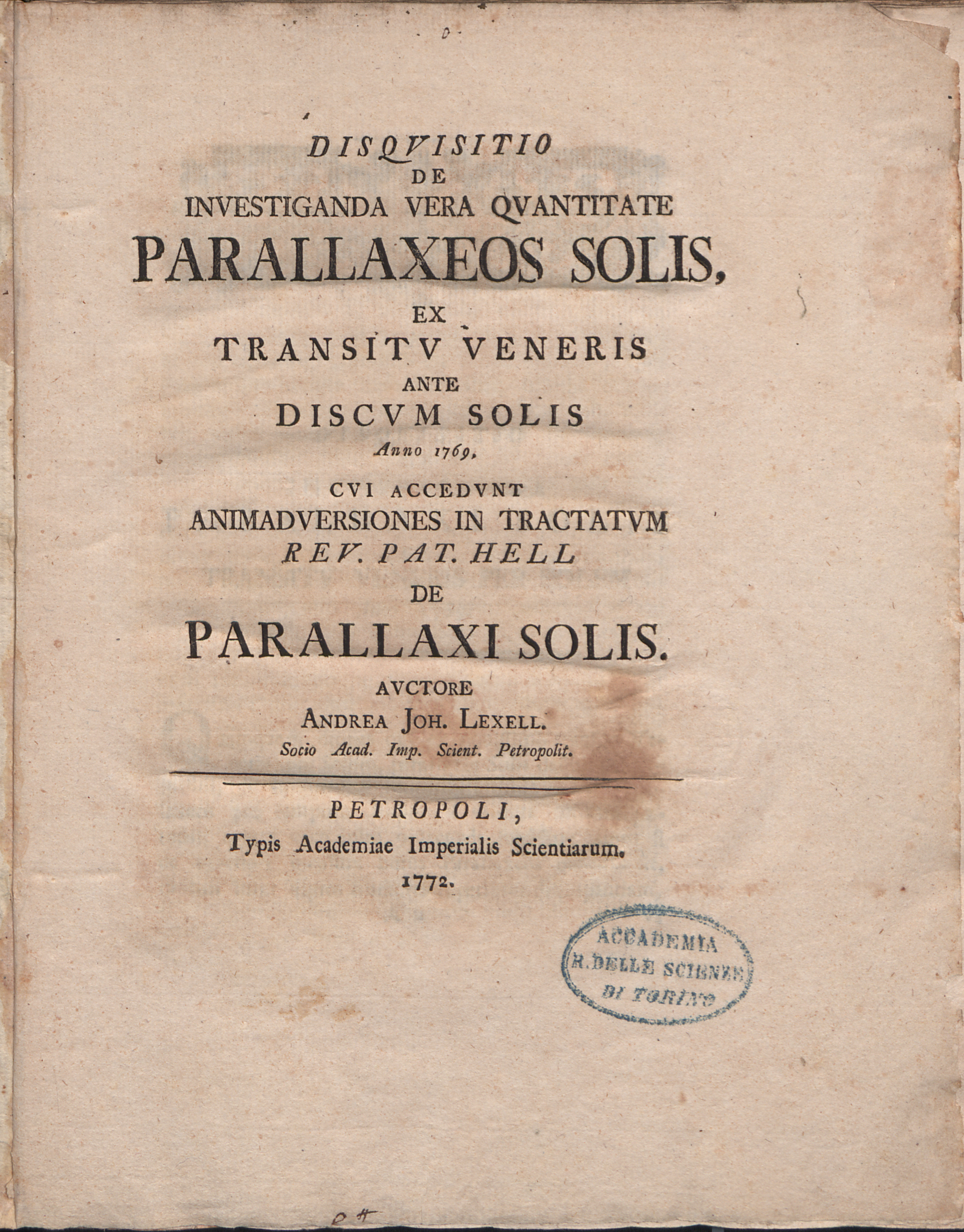
Disquisitio de investiganda vera quantitate

Родился в семье финских шведов в Або (ныне Турку). В 14-летнем возрасте поступил в Королевскую академию Або, в 19-летнем — получил степень доктора философии. С 1763 года преподавал математику в Уппсале. В 1768 году приехал в Петербург, работал под руководством Л. Эйлера.
Сделал важные открытия в полигонометрии и небесной механике. Лексель сумел вычислить орбиты для комет 1769 и 1770 I, указал, что причиной изменения орбиты кометы 1770 I является возмущающее влияние Юпитера. В честь него эта комета и была названа.
Лексель установил, что открытый английским астрономом в 1781 году У. Гершелем новый объект — вовсе не комета, а планета, которую впоследствии назвали Уран. Часто в литературе указывают, что, изучив особенности движения Урана, Лексель первым из астрономов предположил, что на Уран воздействует притяжение неизвестного космического тела, орбита которого расположена ещё дальше от Солнца. Однако это не соответствует действительности: в докладе, сделанном в Санкт-Петербургской императорской академии наук 11 марта 1783 года, Лексель, напротив, утверждал: «явственно доказывается как моими вычислениями, так и исследованиями многих других астрономов, что круговой путь с наблюдениями весьма согласуется».
Лексель был выдающимся математиком своего времени, пополнившим сферическую тригонометрию оригинальными и интересными результатами, которые он использовал для исследования движения планет и комет; его имя носит одна из теорем о сферических треугольниках. Он был одним из самых плодотворных членов Российской академии наук того времени, опубликовав 66 работ за 16 лет, которые он там проработал. Леонард Эйлер высоко отзывался о его работах: «Кроме Лекселя такую статью мог бы написать только Даламбер или я». Даниил Бернулли также хвалил его работы: в письме Иоганну Эйлеру он отмечал: «Я люблю работы г. Лекселя, и глубокие, и интересные, ценность которых ещё повышается его редкой скромностью, украшающей великих людей».
Своей семьи у Лекселя не было, но он очень дружил с Леонардом Эйлером и его семьёй. Когда Эйлер умер, он сменил его на посту заведующего математическим отделом Петербургской академии наук, но сам скончался на следующий год.
В его честь названы астероид (2004) Лексель и лунный кратер Лексель.

## Сочинения
- Исследования о новой планете, открытой г. Гершелем и нареченной Георгиевою звездою, Читанныя в публичном собрании Санктпетербургской императорской Академии наук марта 11 дня 1783 года. А. И. Лекселем; Переведены с французскаго Иваном Богаевским. — СПб.: При Имп. Акад. наук,, 1783